# アンドリュー・トーマス (アメリカンフットボール)
アンドリュー・ケン・トーマス（Andrew Ken Thomas, 1999年1月22日 - ）は、アメリカ合衆国ジョージア州リソニア出身のプロアメリカンフットボール選手。NFLのニューヨーク・ジャイアンツに所属している。ポジションはオフェンシブタックル。

## 経歴

### カレッジ
アラバマ大学、オーバーン大学、フロリダ大学、ジョージア大学からオファーを受け、最終的にジョージア大学へ進学した。
1年目の2017年シーズンはフレッシュマンオールアメリカンに選出された。
2年目の2018年シーズンは足首の怪我に苦しんだが、オールSECファーストチームに選出された。このシーズン終了後にはエリートフットボール・シンポジウムに招待された。
3年目の2019年シーズン途中に2020年のNFLドラフトへアーリーエントリーし、チームから離脱した。

### ニューヨーク・ジャイアンツ
ドラフト全体4位でニューヨーク・ジャイアンツから指名され、その後ルーキー契約を結んだ。
1年目の2020年シーズンから先発に定着したが、第6週のワシントン・フットボールチーム戦のみ、ミーティングに遅刻した罰としてベンチ出場となった。
2021年シーズンは第11週のタンパベイ・バッカニアーズ戦でキャリア初となるタッチダウンを記録した。シーズン終了後に左足首の手術を受けた。
2023年7月26日にジャイアンツと、6,700万ドルが保証された5年1億1,750万ドルの契約延長に合意した。シーズンではハムストリングの負傷により7試合を欠場し、翌2024年も10月にその後のシーズンが全休となる足の手術を受け、6試合の出場に留まった。